# ديدان مفلطحة
الديدان المفلطحة (باللاتينية: Opisthorchiidae) أحد أنواع ثنائيات الأجيال الطفيلية، تتواجد في أسماك المياه العذبة.